# Symphorien Meunié
Symphorien Louis Meunié est un architecte français né le 17 novembre 1795 à Paris où il est mort le 30 juillet 1871. il est le gendre de l'architecte Pierre Fontaine.

## Biographie
Symphorien Meunié entre à l'Ecole des Beaux-Arts en 1811, il est élève de Jean-Antoine Alavoine et de Auguste Henri Victor Grandjean de Montigny. En 1816 il s'embarque avec le groupe de la Mission artistique française, le 26 mars 1816 il débarque au Brésil, à Rio. Il enseigne l'architecture à l'école des Beaux-Arts de Rio. Il rentre à Paris en 1822 et épouse Aimée-Sophie Fontaine le 21 novembre 1827.
Il participe, en 1823-1824, aux travaux des galeries de l'Opéra Le Peletier sous la direction de François Debret. Il est ensuite nommé inspecteur des travaux du Palais Royal, sous les ordres de Pierre Fontaine. En 1840, il devient inspecteur de la première division des bâtiments de la couronne, puis en 1848 il est nommé architecte de l'Élysée.
Il devient membre de la Société Centrale des Architectes en 1845. Il est nommé chevalier de la Légion d'honneur le 14 août 1861.

## Source
- Journal de Pierre-François-Léonard Fontaine, deuxième tome, page 719, note 47, Paris 1987.
- Notices d'autorité :   - VIAF